# Козубовка (Полтавская область)
Козубовка (укр. Козубівка) — село,
Андреевский сельский совет,
Хорольский район,
Полтавская область,
Украина.
Код КОАТУУ — 5324880307. Население по переписи 2001 года составляло 567 человек.

## Географическое положение
Село Козубовка находится на берегу безымянной пересыхающей речушки,
выше по течению на расстоянии в 0,5 км расположено село Андреевка,
ниже по течению примыкает село Вишнёвое.
На реке несколько запруд.
Рядом проходят автомобильная дорога Т-1716 и
железная дорога, станция Петровка в 2-х км.

## История
Возник после разрушения Запорожской Сечи
Козубовка образована после 1945 года из поселений: Кузубевка (Козубивка), Стеценково (Еньковская) и Солохивка (Солохи)

## Объекты социальной сферы
- Школа I—II ст.
- Дом культуры.
- Клуб.